# Stocke
Stocke är även en by på Frösön i Östersunds kommun
Stocke är en by i Offerdals socken, Krokoms kommun, Jämtland, mellan Kaxås och Rönnöfors. Kaxås är den närmaste av de lite större byarna i området. Östersunds flygplats är den närmaste flygplatsen och ligger 48 km ifrån Stocke.